# Fryderyka Olesińska
Fryderyka Olesińska, właściwie Frida Opozdower (ur. 1900, zm. 1944 (?) w Warszawie) – polska fotografka żydowskiego pochodzenia, członkini Fotoklubu Warszawskiego.
Studiowała filozofię na Uniwersytecie Warszawskim. W roku akademickim 1924/1925 wygłosiła referat O kinematografii w związku z zagadnieniem ruchu dla Koła Filozoficznego Studentów UW. Po ukończeniu studiów udała się do Wiednia, gdzie uczęszczała do wyższej szkoły Graphische Lehr- und Versuchsanstalt i poznawała tajniki fotografii pod okiem Trudy Fleischmann. W maju 1935 zadebiutowała na wystawie fotograficznej w Zachęcie. Krytyka bardzo przychylnie przyjęła prace artystki, dostrzegając jest wielki talent portrecistki. Serie portretów prezentowała także na XVI Wystawie Fotografiki Polskiej we Lwowie w roku 1936. O kolejnej wystawie jej prac, urządzonej w 1937 roku w PTF Marian Dederko pisał: "Artystka odrzuca wszystkie tradycje, wszystkie nakazy i kanony dawniejszej estetyki i mody. Głównym (...) ideałem jest u niej głębia wyrazu."  W roku 1938 zaprezentowała cykl Za Żelazną Bramą na wystawie Piękno Warszawy, udowadniając, że jej talent i niebanalny sposób budowania kompozycji, wykracza dalece bardziej poza sam portret fotograficzny. Swoje atelier prowadziła przy ulicy 6 Sierpnia 12 w Warszawie.
Podczas okupacji pracowała w Poradni Pedagogicznej Towarzystwa Przyjaciół dzieci na terenie getta. Prawdopodobnie została rozstrzelana przez Niemców w 1944 roku.
Z twórczości fotografki zachowały się nieliczne odbitki, większość jej prac jest znana głównie z ilustracji publikowanych na łamach międzywojennej prasy (m.in. "Wiadomości Literackie").